# Cá ngựa đuôi hổ
Cá ngựa đuôi hổ (tên khoa họcː Hippocampus comes, tiếng Anhː Tiger tail seahorse) là một loài cá thuộc họ Cá chìa vôi. Loài này được Theodore Cantor mô tả lần đầu tiên vào năm 1850. Nó được tìm thấy ở Ấn Độ, Indonesia, Malaysia, Philippines, Singapore, và Việt Nam. Các môi trường sống tự nhiên của nó là đáy dưới triều và rạn san hô và hiện loài này bị đe dọa bởi mất môi trường sống.
Loài này còn có tên thông thường là cá ngựa vằn, tuy nhiên không nên nhầm lẫn loài này với loài cá cảnh phổ biến Danio rerio, cũng được gọi là "cá ngựa vằn" (zebrafish).

## Mô tả và sinh lý học

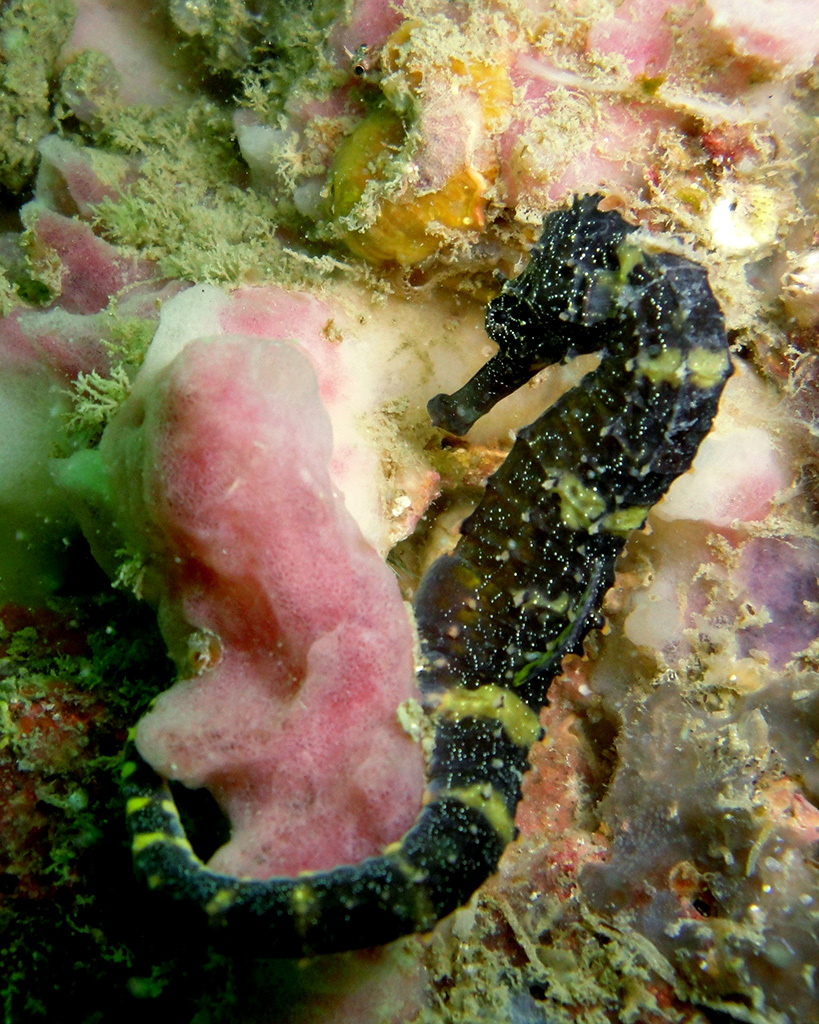
Cá ngựa đuôi hổ màu đen sọc vàng ngoài khơi quận Manjung, Malaysia năm 2013

Một loài cá ngựa cỡ trung bình, cá ngựa đuôi hổ đạt chiều dài khoảng 15 xentimét (5,9 in) đến tối đa là 18,7 xentimét (7,4 in). Mõm của nó dài 2,2 lần chiều dài đầu, được dùng để hút thức ăn. Màu sắc của loài này có thể là màu đen sọc vàng hoặc màu vàng sọc đen, ở mặt trên cơ thể hình yên ngựa và đuôi có các sọc đen từ bụng đến đầu đuôi, do đó có tên thông thường là cá ngựa đuôi hổ. Các sọc trắng mỏng có thể xuất hiện theo kiểu tỏa ra xung quanh mắt và có đốm trên khắp cơ thể. 
Giống như các loài cá ngựa khác, cá ngựa đuôi hổ có các mảng xương được sắp xếp thành các vòng trên khắp cơ thể, đặc biệt loài này có 11 vòng thân và 33 đến 37 vòng đuôi. Vây lưng có 17 đến 19 tia, vây ngực có 16 đến 19 tia. Hai gai mọc ra từ mỗi má, ngoài ra còn có một gai nổi bật trên mũi. Chóp đầu (coronet) thấp và có năm núm.
Con đực mang trứng trong một túi trên ngực chứa từ 1 - 2.000 trứng và thời gian mang thai từ 2 đến 3 tuần tùy nhiệt độ nước. Tuổi thọ có thể hơn 2-3 năm.

## Sinh thái học
Cá ngựa đuôi hổ sống ở Tây Trung Thái Bình Dương: Malaysia, Singapore, Thái Lan, Việt Nam và Philippines. Đây là loài vô hại sống từ 0-1,5 năm trong điều kiện nuôi nhốt và trong tự nhiên từ 1-5 năm. Vùng nước phù hợp cho loài là nhiệt đới; vĩ độ từ 15°N - 10°S, kinh độ từ 91°E - 128°E.
Nó ăn cá nhỏ, san hô, tôm nhỏ và sinh vật phù du. Những con cá ngựa này thường được tìm thấy thành từng cặp trên các rạn san hô, vườn bọt biển, tảo bẹ hoặc tảo mơ nổi. Loài này sống về đêm. Nó không có vảy như cá xương thông thường, thay vào đó nó có một lớp da mỏng dai căng ra xung quanh các vòng xương trên cơ thể. Điều này khiến chúng trở thành con mồi ít bị bắt bởi đa số các loài động vật biển vì nó quá xương xẩu để tiêu hóa. Như các loài cá ngựa khác, chúng bơi theo chiều thẳng đứng thay vì theo chiều ngang.

## Sử dụng
Cá ngựa đuôi hổ được sử dụng cho y học cổ truyền Trung Quốc và có tới 20 triệu con cá ngựa bị đánh bắt mỗi năm và bán cho mục đích này. Các quần thể cá ngựa được cho là đã bị đe dọa trong những năm gần đây do đánh bắt quá mức và mất môi trường sống. Nhập khẩu và xuất khẩu cá ngựa được kiểm soát theo Công ước CITES kể từ ngày 15 tháng 5 năm 2004.